# Buduća vrijednost (financije)
Buduća vrijednost (eng. future value) je vrijednost na koju će narasti neki iznos iz sadašnjosti za određeni broj razdoblja (godina) ako se ukamaćuje uz određenu kamatnu stopu.